# Joan Pennington
Pour les articles homonymes, voir Pennington.
Joan Pennington (née vers 1960 à Franklin au Tennessee) est une ancienne nageuse américaine qui remporte une médaille d’argent et deux médailles d’or aux Championnats du monde de natation de 1978. Elle se qualifie pour les Jeux olympiques d'été de 1980, mais ne peut pas y participer en raison du boycott des Jeux olympiques de Moscou par les États-Unis.

## Biographie
Pennington fréquente l’Université du Texas et nage pour l’équipe de natation et de plongée Texas Longhorns dans le cadre des compétitions de l’Association for Intercollegiate Athletics for Women (en) (AIAW) et de la National Collegiate Athletic Association (NCAA). Au cours de sa carrière universitaire en natation, elle remporte huit championnats AIAW et NCAA et reçoit 28 honneurs All-America. Elle est la récipiendaire du prix Honda Sports Award pour la natation et la plongée, la reconnaissant comme la meilleure nageuse universitaire de l'année 1978-1979. 
Elle prend une pause de deux ans de 1980 à 1982 pour cause de burnout, revient en 1983 pour remporter le championnats NCAA avec son université et finalement sa retraite en 1984. Elle obtient une maîtrise en promotion de la santé et en sciences à l'Université Vanderbilt, ainsi qu'un doctorat en soins de santé préventifs à la School of Public Health de l'Université de Loma Linda en Californie. 
En 2001, elle entre au Hall of Honors de l'Université du Texas à Austin. 

## Voir également
- Liste des médaillées en natation féminine aux championnats du monde de natation